# Pinkpop 1972
Pinkpop 1972 werd gehouden op 22 mei 1972 op het Sportpark Burgemeester Damen in Geleen. Het was de derde van zeventien edities van het Nederlandse muziekfestival Pinkpop in Geleen, waar ook de eerste editie plaatsvond. Er waren circa 20.000 toeschouwers. Het weer was zonnig en heet.
Presentatie: Felix Meurders.

## Optredens
- Argent
- The Incredible String Band
- Mungo Jerry
- The Strawbs
- Focus
- Iain Matthews & Plainsong
- Michael Chapman